# Ramón González Brunet
Ramón González Brunet (Vigo, c. 1886 - 27 d'agost de 1936) va ser un polític i sindicalista socialista gallec.

## Biografia
Membre de la Unió General de Treballadors (UGT), de la qual va ser dirigent a Vigo, i del Partit Socialista Obrer Espanyol (PSOE), va sofrir la repressió posterior a les jornades de vaga de 1917 i de la dictadura de Primo de Rivera.
Escollit regidor de l'ajuntament de Vigo a les eleccions de 1931 que van donar lloc a la proclamació de la República, amb el cop d'estat del 18 de juliol de 1936 triomfant a Galícia va haver d'amagar-se, però va ser descobert el 3 d'agost, sotmès a consell de guerra sumaríssim i condemnat a mort, sent afusellat en el cementiri de Pereiró al costat dels diputats Ignacio Seoane Fernández, Enrique Heraclio Botana Pérez i Antonio Bilbatúa Zubeldía, al mestre i pedagogo Apolinar Torres López, l'alcalde de Vigo, Emilio Martínez Garrido, l'alcalde de Lavadores, José Antela Conde, i els dirigents socialistes gallecs Waldo Gil Santóstegui i Manuel Rey Gómez.